# 萱嶋高
萱嶋高（日语：萱嶋 高，かやしま たかし，1889年4月18日—1956年2月18日）是一名大日本帝国陸軍軍人、陸軍中将。宮崎縣兒湯郡高鍋町出身。陸士21期、陸大32期。

## 生平
歴任天津駐屯步兵隊（昭和11年5月30日起改组为支那駐屯步兵第2联队）長官、步兵第136旅团長，太平洋战争開战後，由留守第6师团長专任新设立的第46师团师团長，在师团向南方转移前被编入预备役，此后曾被再度征召为留守第6师团長官，退役後曾担任宮崎市市长。

## 年譜
- 1910年（明治43年）5月28日 陸軍士官学校卒業
- 1920年（大正9年）11月22日 陸軍大学校卒業
- 1935年（昭和10年）3月7日 陸軍步兵大佐・天津駐屯步兵隊長
- 1936年（昭和11年）5月30日 支那駐屯步兵第2联队長
- 1937年（昭和12年）11月1日 陸軍士官学校教授部長
- 1938年（昭和13年）7月15日 陸軍少将・步兵第136旅团長
- 1939年（昭和14年）11月15日 独立混成第18旅团長
- 1941年（昭和16年）3月9日 陸軍中将・留守第6师团長
- 1943年（昭和18年）6月10日 第46师团長
- 1943年（昭和18年）10月15日 预备役
- 1943年（昭和18年）11月1日 召集・留守第6师团長
- 1945年（昭和20年）4月1日 召集解除
- 1945年（昭和20年）6月29日 宮崎市長
- 1956年（昭和31年）2月18日：逝世。（享年66）